# Società dell'informazione
Il termine società dell'informazione è usato da alcuni sociologi per indicare l'attuale società post-industriale, spesso a seguito della terza rivoluzione industriale: ciò che più spiccatamente la caratterizza è il prevalere di un bene immateriale come l'informazione rispetto all'industria, il settore dell'economia che è stato trainante per tutto il XX secolo, e più in generale dei servizi o terziario; oggi l'informatica (apparecchi digitali e programmi software) e le telecomunicazioni (le reti telematiche) sono i due pilastri su cui si regge la "società dell'informazione" nell'Era dell'informazione, attraverso la rivoluzione digitale. Un computer viene solitamente utilizzato per programmare applicazioni e programmi con un sistema avanzato di codificazione.

## Storia
La prima idea di società dell'informazione si fa risalire a Fritz Machlup, economista di origine austriaca, il quale, negli anni cinquanta, aveva rivolto i suoi studi al peso che la conoscenza stava assumendo nell'economia americana. Egli partendo dalla considerazione che, tra il 1947 e il 1958, negli Stati Uniti l'industria della conoscenza fosse cresciuta il doppio rispetto al prodotto interno lordo, concluse che l'economia americana stava divenendo "economia dell'informazione". Successivamente altri studiosi si occuparono di questo tema e alla fine degli anni sessanta l'economista Jacob Marschak stimò che le attività economiche legate alla conoscenza intesa come educazione, ricerca e sviluppo, servizi professionali, credito e assicurazioni, informatica e telecomunicazioni, intrattenimento, fossero pari al 40% del prodotto interno lordo degli Stati Uniti.
Il concetto di società dell'informazione nasce dallo studio di Daniel Bell, fatto su base economica nel suo libro "L'avvento della società post - industriale", che distingue il ruolo dell'economia che deriva dall'informazione dal ruolo che giocano ai nostri giorni le conoscenze e le scienze. 
Sempre secondo Bell questa distinzione avrebbe favorito la creazione di infrastrutture e di servizi adatti alla distribuzione dei servizi stessi. Successivamente nel 1984 con il programma ESPRIT, l'Unione europea ha avviato un vero e proprio programma di ricerca e di sviluppo sulla società dell'informazione. Bell studia come le telecomunicazioni hanno giocato un ruolo fondamentale nel processo di privatizzazione, deregolamentazione e ristrutturazione del libero mercato nato con l'avanzamento della società post-industriale. La società delle scienze è fondamentalmente basata su una comunità universalista e senza ideologia: una società in cui l'economia si sposta sempre più verso i servizi piuttosto che verso le imprese.
Quindi con l'espressione società dell'informazione si fa riferimento ad una visione della società post-industriale nella quale prevale il paradigma tecnologico ed informativo, considerato "risorsa strategica" rispetto a quello produttivo. Società dell'informazione pertanto è un termine che connota la società odierna, caratterizzata da un'economia basata largamente sulla produzione di servizi specialmente quelli in cui si manipolano informazioni e sul valore economico della conoscenza come risorsa strategica. Secondo questa visione oggi la società fonda i rapporti interpersonali e l'assetto socio-produttivo sull'uso delle tecnologie dell'informazione e della comunicazione. Uno degli specifici paradigmi di cui si avvale quest'approccio è il documento elettronico elaborabile, valido erga omnes come mezzo di prova per transazioni e atti giuridicamente rilevanti (dematerializzazione).
L'utilizzazione diffusa degli strumenti per lo scambio e il trattamento di transazioni e documenti digitali unitamente allo sviluppo delle reti aperte costituisce il modo per migliorare la qualità della vita dei cittadini e la competitività del sistema economico anche grazie alla creazione di nuovo valore (in virtù della cosiddetta legge di Reed). Tale potenzialità necessita peraltro della condivisione di regole (leggi, standard sintattici e semantici, norme tecniche ecc.) sulle quali costruire modelli di servizio e definire assetti organizzativi e produttivi. 
Presso la Commissione europea è attivo il Direttorato generale sulla società dell'informazione e i Media, che opera specifici piani e iniziative per la promozione in Europa dell'adozione delle tecnologie dell'informazione e la comunicazione in tutti i settori (pubblica amministrazione, imprese, banche, consumatori) e nei rapporti tra tutti gli operatori, sia nelle attività produttive sia in quelle di erogazione dei servizi pubblici e privati.
La società dell'informazione realizza i suoi scopi/obiettivi attraverso lo sviluppo delle tecnologie dell'informazione ed una parte di essa ha tentato e sta tentando tuttora di svilupparsi attraverso l'idea originaria della new economy.

### Politica europea riguardo alla società dell'informazione
Nel corso degli anni settanta la comparsa della società dell'informazione determinata dalla diffusione delle nuove tecnologie dell'informazione e delle comunicazioni ha incrementato lo sviluppo del mercato del lavoro, tanto che in Europa esso rappresenta ben il 4% dell'occupazione; ciò ha indotto molti paesi industrializzati a ricercare le strategie politiche più utili per accedervi. Tra i primi importanti cambiamenti delle politiche pubbliche vengono individuate le strategie applicate dai governanti giapponesi nell'attuazione del piano definito nel 1971 dal Japan Computer Usage Development Institute (JaCUDI) in cui la società dell'Informazione veniva descritta come un traguardo da raggiungere nell'anno 2000.
L'Unione europea si è prefissa di incentivare e diffondere le tecnologie dell'informazione (TIC) nell'osservanza di quanto recitato nel Trattato sul funzionamento dell'Unione europea (TFUE) negli articoli che vanno dal nº 179 al nº 190. In veste formale le leggi della Comunità europea relative alla società dell'informazione sono identificabili nelle direttive contenute nel Trattato che istituisce la Comunità europea riferite alle attività di ricerca e di sviluppo nell'ambito delle TIC. In effetti il problema dell'etica di questa nuova tipologia di società è stato affrontato solo agli inizi di questo millennio, anche se negli anni precedenti vi erano stati alcuni significativi stimoli a cui però non fu data la dovuta importanza.
Nel 1987 fu approvato il "Libro verde sullo sviluppo di un mercato comune dei servizi ed apparati di telecomunicazioni" in cui l'obiettivo primario è la scelta di una politica tecnologica comune, intesa soprattutto come politica economica ed industriale. Questo primo documento fu seguito dal "Libro Verde sulla liberalizzazione delle infrastrutture di telecomunicazione e delle reti televisive via cavo" approvato in due parti tra il 1994 e il 1995. Intanto nel 1993 era stato predisposto, a cura dell'allora presidente della Commissione europea Jacques Delors, il "Libro Bianco: crescita, competizione ed occupazione" in cui si chiedeva che fossero intraprese delle iniziative utili alla crescita economica corredate da una riforma radicale del mercato del lavoro vista la grave crisi in cui si versava già allora.
Alla fine degli anni novanta, precisamente nel 1999, l'Unione Europea per promuovere fattivamente lo sviluppo della società dell'informazione lanciò l'iniziativa "eEurope- Una Società dell'Informazione per tutti" che si poneva tra gli obiettivi principali quello di rendere più moderni i sistemi d'istruzione e di formazione professionale in maniera tale da incentivare la diffusione di Internet e garantire, sia nelle scuole che sui posti di lavoro, una prima alfabetizzazione informatica. Nel giugno del 2000 il Consiglio europeo di Feira adottò il piano d'azione "eEurope 2002 - Una Società dell'informazione per tutti" in cui vengono definiti dei nuovi obiettivi fondamentali per la diffusione delle TIC quali: collegamenti a internet più veloci, sicuri e soprattutto meno costosi, investimenti nelle risorse professionali, invogliare gli utenti all'utilizzo di internet per le sue stesse potenzialità. Per favorire ulteriormente la diffusione di internet furono predisposti: un quadro giuridico per il commercio elettronico (Commercio elettronico|e-Commerce) e il dominio di primo livello .eu (Top Domain Level).
La stessa Unione europea ha promosso ed attuato nel 1998 una completa liberalizzazione dei mercati delle telecomunicazioni e ne ha modificato il quadro nel 2003 e nel 2009. Tutto ciò ha determinato una forte convergenza tra le tecnologie di trasmissione e quelle di comunicazione grazie all'utilizzo dei sistemi digitali per cui l'Unione Europea nella ridefinizione del quadro normativo di riferimento promulgato nel 2003 ha definito gli obiettivi principali che possono essere sintetizzati in tre punti specifici:
- Riduzione degli adempimenti normativi per le imprese fornitrici di servizi
- Possibilità per i clienti di accedere ai servizi fondamentali con costi accessibili
- Incentivazione della concorrenza al fine di smantellare i monopoli riguardanti la gestione dei servizi ad alta velocità.

Le norme intese dall'Unione europea sono da considerarsi generali e di coordinamento, ogni stato membro le applica in accordo con la propria normativa nazionale. A tal proposito fu inizialmente creato dall'Unione Europea un organismo specifico che si occupasse del coordinamento di queste policies chiamato: European's Regulators Group (ERG).
Cinque anni dopo a causa dell'enorme evoluzione dei sistemi di trasmissione il quadro normativo è stato sottoposto a revisione. Solo dopo il 2007 l'Unione europea ha stabilito di semplificare ulteriormente le norme e di affidare la funzione regolatrice ad un'agenzia unica denominata BEREC (Organismo dei regolatori europei delle comunicazioni elettroniche). L'obiettivo principale del BEREC è quello di rafforzare la cooperazione tra le Autorità Nazionali di Regolamentazione (ANR) e anche di incrementare il mercato interno delle reti e delle comunicazioni elettroniche. Compito specifico del BEREC è quello di consigliare ed assistere la Commissione Europea nello sviluppo del mercato interno e di creare un legame fra le ANR e la Commissione, inoltre il suddetto organismo può fornire consulenza al Parlamento Europeo, al Consiglio e alla Commissione, sia di propria iniziativa che su richiesta di questi ultimi.
Nel 2009 è stato confezionato un pacchetto telecom al fine di garantire tra gli operatori concorrenza ed equità.

Allo stesso tempo anche le Nazioni Unite hanno affrontato l'argomento con un Vertice mondiale sulla società dell'informazione (WSIS) tenutosi a Ginevra nel 2003 e successivamente a Tunisi nel 2005 dove sono state adottate rispettivamente una Dichiarazione di Princìpi, un Piano d'Azione ed un Impegno. Successivamente i vertici si sono tenuti annualmente nel mese di maggio a Ginevra e propongono discussioni che interessano diversi ambiti d'azione tra i quali: le strutture, l'accesso alla conoscenza, la sicurezza nel cyberspazio, l'ambiente, le diversità culturali e la cooperazione, i media, la dimensione etica.

## Descrizione
Il fenomeno si è cominciato a registrare a partire dagli anni ottanta negli Stati Uniti dove il PIL proveniente dal terziario ha nettamente superato il 60%. Da questo momento in poi anche negli altri Paesi ad economia avanzata il settore dei servizi ha visto un'espansione sempre maggiore in virtù di un parallelo processo di deindustrializzazione. In un primo momento questo fenomeno assunse il nome di "società post-industriale" e le politiche si diressero ad un riassetto del settore secondario, redistribuendo funzioni e delocalizzando gli impianti esistenti verso Paesi di nuova industrializzazione. Si cominciò così a parlare di "società neo-industriale" per indicare quelle economie che si ponevano come obiettivo il rilancio del settore secondario, riconfigurandone la composizione settoriale e innalzandone gli standard tecnologici e i paradigmi organizzativi. Presto questo termine sembrò riduttivo per rappresentare il panorama della competitività globale dinamico, flessibile e mutevole che mal si adatta ad essere imbrigliato all'interno di una definizione di per sé rigidamente classificatoria.
Il termine "società dell'informazione" pare invece più descrittivo di ciò che avviene nei paesi maggiormente avanzati. Infatti la fondamentale caratteristica del ritmo vorticoso con cui procede l'innovazione dalla metà degli anni ottanta è quello di essere veicolato dalla diffusione e dalla possibilità di impiego delle informazioni. Il carattere pervasivo delle tecnologie informatiche ha cambiato sia il mondo della produzione che quello dei consumi dando luogo ad un nuovo mercato dell'informazione. Il carattere fondamentale del progresso scientifico-tecnologico non sta solo nell'aver accesso alle informazioni e nel consultarle, selezionarle ed estrarle, ma soprattutto nel saperle mettere in relazione tra loro ed elaborarle in maniera creativa per restituire un prodotto innovativo. Tutto ciò fa dell'informazione una merce pregiata, uno strumento di produzione, un miglioramento dei servizi, un oggetto di contesa politica ed economica capace di incidere pesantemente sullo sviluppo e sugli assetti socio-economici di ogni 
Paese.
È all'interno della società dell'informazione contemporanea che si fa strada l'idea di "intelligenza collettiva" che Pierre Lévy definisce come "un'intelligenza distribuita ovunque, continuamente valorizzata, coordinata in tempo reale, che porta ad una mobilitazione effettiva delle competenze".
Nell'attuale mondo del "capitalismo informazionale", così definito da Manuel Castells, il contesto globale vede il valore e lo status sociale ed economico sempre più intrecciati con le capacità di stringere relazioni dinamiche di natura comunicativa ed informazionale. Sono cioè legati a beni e prestazioni o che incorporano informazione o che ne sono direttamente costituiti. Informazione, formazione e comunicazione costituiscono oggi il "geroglifico della merce", la moneta e nello stesso tempo il simbolo di una società sempre più intrecciata con i "bit informazionali" e sempre più mediata da un componente di natura digitale sia esso denaro, informazione finanziaria, economico-commerciale, culturale, mediatica o formativa.

### Aspetto economico
Nel giugno del 2000 "La Carta europea per le piccole imprese" sollecitò gli stati membri affinché sostenessero le piccole e medie imprese in dieci settori ritenuti fondamentali per le stesse, tra questi erano compresi: l'E-business, la capacità tecnologica, l'accesso on-line e le competenze informatiche. La commissione europea nel 2005 approva un piano strategico chiamato "i2010" che definisce gli investimenti e le politiche da adottare nella ricerca sulle Tecnologie dell'informazione e della comunicazione per gli anni 2005-2009.
La spinta dell'iniziativa i2010 a favore della concorrenza e della politica dei consumatori ha permesso di raggiungere molti risultati tangibili:

- l'Europa è diventata il leader mondiale dell'Internet a banda larga
- il mercato della telefonia mobile è passato dall'84% della popolazione europea nel 2004 al 119% nel 2009
- la ricerca TIC finanziata dalla Unione Europea ha svolto un ruolo fondamentale nei principali sviluppi industriali nelle nanotecnologie
- sempre più cittadini europei sono in linea quotidianamente[senza fonte]

Attualmente è in vigore il piano per il 2011-2015. Il rapporto di ricerca della Commissione per la garanzia dell'informazione statistica (CGIS) datato settembre 2004 e riprodotto nel 2006, sottolinea come la complessità del modello attuale di società dell'informazione richieda un ripensamento ed adattamento dei sistemi statistici ufficiali per metterli in grado di fornire a decisori pubblici, imprese, cittadini gli strumenti adeguati a comprendere al meglio la trasformazione in corso.
La profonda trasformazione sociale conseguita al processo dì globalizzazione in atto e alla diffusione delle reti digitali è stata da più parti messa in rapporto con lo sviluppo delle nuove tecnologie dell'informazione e della comunicazione in rete. Esse infatti sono un medium straordinario di accelerazione del rapido evolversi della conoscenza e dell'innovazione ad essa conseguente, tanto da consentire di qualificare la società dell'informazione anche come una società della conoscenza e della comunicazione. Accanto ai dati su stock e scambio di grandezze economiche classiche crescono di importanza i dati su stock e flussi di scambio di informazioni e saperi, valori sempre più centrali nei processi produttivi, culturali e politici. Non vanno poi sottovalutate né l'importanza crescente dei modelli reticolari di organizzazione in tutti gli ambiti sociali che richiede l'approfondimento dei caratteri dei singoli nodi e delle loro reciproche relazioni, né i differenti modelli di società nazionali che danno luogo ad un diverso sviluppo della società dell'informazione.
Risulta evidente che per una corretta misurazione della società dell'informazione occorre una revisione degli attuali strumenti di indagine e l'adozione di altri nuovi anche attraverso l'uso delle NTIC, sia per quanto riguarda l'utilizzo dei dati che le tecniche di rilevazione ad hoc, sia ancora in termini di metodi di organizzazione del lavoro statistico, attraverso un maggiore interscambio tra gli operatori. La Commissione Europea il 30 novembre 2011 ha presentato a Bruxelles un nuovo pacchetto di interventi per promuovere la ricerca, l'innovazione e la competitività in Europa. Il Commissario M.G. Quinn ha presentato un programma per investimenti (Orizzonte 2020) nella ricerca e nell'innovazione che prevede uno stanziamento di 80 miliardi di euro nel settore suddetto. I programmi di finanziamento saranno operativi tra il 2014 e il 2020. Orizzonte 2020 riunisce per la prima volta in un unico programma tutte le iniziative di ricerca e finanziamento delle innovazioni tecnologiche. Da studi effettuati si evince che uno dei costi rilevanti nelle aziende e nella Pubblica Amministrazione è determinato dall'analfabetismo informatico.

### Aspetti critici
Lo svilupparsi della società dell'informazione ha introdotto aspetti critici non indifferenti sul piano sociale e psicologico. Il passaggio da un numero di informazioni notevoli, ma gestibili, ad una quantità enorme che ci raggiunge con qualsiasi mezzo, ha creato, in taluni casi, delle forme di disagio sociale e psicologico. Disagio manifesto sia nel caso in cui si cerchi di avventurarsi in questo mare di informazioni, sia se per scelta o impossibilità, se ne rimane fuori.
Agli inizi degli anni novanta viene infatti introdotto il concetto di divario digitale, ovvero di gap informatico fra chi ha accesso alle tecnologie informatiche e chi ne è escluso parzialmente o totalmente.
Sul fronte opposto invece, nel 1989 Richard Saul Wurman nel suo libro “information anxiety” introduce il termine “sovraccarico informativo” (information overload) per descrivere le forme, talvolta patologiche, di blocco decisionale innanzi a troppe informazioni. La sovrabbondanza di informazioni e possibilità comunicative è stata descritta come una sorta di "obesità mediale" nei libri "The Information Diet" (Johnson, C., O'Reilly, 2012) e in Italia "A dieta di media. Comunicazione e qualità della vita" (Gui M., il Mulino, 2014) per le somiglianze con i problemi sociali legati alla cattiva alimentazione. Altri aspetti critici sono legati alla disinformazione (fake news e bufale), alla propaganda e alla guerra dell'informazione, tutte amplificate dai nuovi mass media, nonché al rischio di un vero e proprio totalitarismo digitale per effetto della neo rivoluzione digitale (ad es. con i big data sul Web 2.0) su una società tutt'altro che aperta.